# إينا بالاسيوس
إينا بالاسيوس (8 فبراير 1994 بمانيلا في الفلبين - ) هي لاعبة كرة قدم فلبينية في مركز حراسة المرمى. شاركت مع منتخب الفلبين الوطني لكرة القدم للسيدات.

## وصلات خارجية
- إينا بالاسيوس على موقع قاعدة بيانات كرة القدم.إي يو (الإنجليزية)